# Pere Vallès i Sucarrats
Pere Vallès i Sucarrats (Abrera, 1887 - Barcelona, 26 de febrer de 1951) fou pagès i alcalde d'Abrera durant l'any 1934, i també del 1936 al 1938, durant la Segona República Espanyola, per Esquerra Republicana de Catalunya.
Fill de Jaume Vallès i de Lluïsa Sucarrats, era pagès i militant d'Esquerra Republicana de Catalunya (ERC) almenys des del 1932, que ja consta com a interventor electoral d'aquest partit. També havia estat secretari de la Germandat, associació d'ajuda mútua vinculada al Centre Republicà d'Esquerres d'Abrera.
Fou elegit alcalde d'Abrera el 14 de gener de 1934 per ERC, amb la Lliga a l'oposició. Va ser destituït després dels Fets d'Octubre (1934), i restablert en el càrrec el 7 de juny de 1936, després del triomf electoral del Front Popular. En un primer moment, sembla que li van requisar la casa que tenia al carrer del Rebato, número 1, entre altres finques pertanyents a persones considerades de dretes o simplement acomodades, però se sap que el 25 de juliol de 1936, com a alcalde que era, també fou designat president del Comitè Local revolucionari. Per decret de la Generalitat, els ajuntaments s'havien de conformar a semblança del Govern, de manera que el Comitè es constituí, després de fer fora els dos regidors conservadors, amb els partits del Front d'Esquerres: 4 d'ERC i 2 de la Unió de Rabassaires. Un nou canvi: a partir del 18 d'octubre, la proporció que es va imposar fou: 3 d'ERC, 3 de la CNT i 1 rabassaire. I des del 7 de març de 1937, pel fet que s'havia creat al poble el Partit Socialista Unificat de Catalunya (PSUC), es tornà a modificar el consistori: 2 d'ERC, 3 de CNT, 2 del PSUC i 1 d'UR (3-3-2-1 des del 5 de juny). Però els Fets de maig de 1937 van portar molt mala maror a l'Ajuntament entre els diversos partits, principalment entre el PSUC i la CNT, arribant fins i tot a destituir Vallès el 25 d'octubre, si bé és possible que sense efectes pràctics, de manera que quan el Govern de la Generalitat de Catalunya va nomenar un comissari per administrar el municipi, el 27 d'abril de 1938, aquest va rebre el relleu de mans del propi Vallès i, de fet, va governar tenint l'ex-alcalde de conseller habitual.
El 24 de gener de 1939 l'exèrcit "nacional" va ocupar Abrera, dos dies abans que Barcelona, i se suposa que l'alcalde destituït l'endemà tornava a ser Pere Vallès. Finalment, el règim franquista el va detenir i condemnar a 20 anys de presó per "adhesió a la rebel·lió militar". A més, li van requisar la casa, que les noves autoritats van cedir a les joventuts de la Falange. Tota la violència que els abrerencs havien pogut contenir i evitar el 1936, ara els colpistes l'exercien sense miraments contra persones que s'havien destacat durant la revolució i la guerra i també contra qualsevol que fos denunciat per "desafecció". En un primer moment, a Pere Vallès el van tancar a El Cànem, una presó provisional del Poblenou, i després quedà internat a la presó Model de Barcelona. Tot i que existeix un informe de bona conducta amb el que les autoritats locals demanaven la seva llibertat condicional l'1 d'agost de 1941, el cert és que Pere Vallès morí a la presó el 26 de febrer de 1951 (irònicament, consta que se li concedeix la "llibertat definitiva" amb la nota "devuelto por defunción").
Tenia esposa, Rosa, i dos fills, Jaume i Isidre.
Un carrer de la vila d'Abrera, al nou barri de la Purlom, porta el seu nom.